# دليل الطالب لنيل المطالب (كتاب)
دليل الطالب لنيل المطالب الكتاب هو متن في فقه الحنابلة، ألفه مرعي الكرمي (ت: 1033 هـ / 1624م). مشى فيه المؤلف على قول واحد وهو الراجح في مذهب الإمام أحمد بن حنبل. ذكر المحققون أن الكرمي اعتمد في تأليف كتابه على كتاب منتهى الإرادات لابن النجار الفتوحي، واختلفوا على قولين: الأول وصف كتاب الدليل على أنه مختصر منتهى الإرادات ومنهم صالح البهوتي، الثاني وصف الدليل بأنه مختصر من منتهى الإرادات ولم يقتصر عليه فقط بل زاد عليه من كتاب الإقناع وممن قال بهذا الرأي أحمد بن عوض وابن بشر النجدي.
ذكر المؤلف في مقدمة كتابه:
| دليل الطالب لنيل المطالب (كتاب) | فهذا مختصر في الفقه على المذهب الأحمد مذهب الإمام أحمد بالغت في إيضاحه رجاء الغفران وبينت فيه الأحكام أحسن بيان لم أذكر فيه إلا ما جزم بصحته أهل التصحيح والعرفان وعليه الفتوى فيما بين أهل الترجيح والإتقان وسميته بـ دليل الطالب لنيل المطالب، والله أسأل أن ينفع به من اشتغل به من المسلمين وأن يرحمني والمسلمين إنه أرحم الراحمين | دليل الطالب لنيل المطالب (كتاب) |